# Zbigniew Szafraniec
Zbigniew Szafraniec (ur. 22 maja 1942 w Nowym Sączu) – polski samorządowiec i menedżer, w latach 2002–2003 wicemarszałek województwa podkarpackiego.

## Życiorys
Ukończył studia na Wydziale Prawa i Administracji Uniwersytetu Marii Curie-Skłodowskiej. Pracował m.in. jako kadrowy w Ruchu, następnie jako referent, kierownik działu, szef skupu i szef handlu w Zakładach Mięsnych w Dębicy, prezes zarządu w JASAN w Jaśle, a także szef skupu i dyrektor Zakładów Drobiarskich w Dębicy. Działał później jako przedsiębiorca, m.in. jako dyrektor zakładu „Kanwil”.
Zaangażował się w działalność polityczną w ramach Samoobrony RP. Z jej listy w 2002 bezskutecznie kandydował do sejmiku podkarpackiego. 22 listopada 2002 został powołany na stanowisko wicemarszałka województwa podkarpackiego, odpowiedzialnego m.in. za rolnictwo i transport. 31 marca 2003 zrezygnował ze stanowiska w związku z nieprzyjęciem budżetu i decyzją na szczeblu krajowym o wystąpieniu Samoobrony z koalicji z SLD i PSL. W 2004 bez powodzenia kandydował do Parlamentu Europejskiego, a w 2006 został wybrany do sejmiku z listy Samoobrony RP. Był asystentem społecznym posłanki Marii Zbyrowskiej.
W 2010 nie uzyskał reelekcji w sejmiku, startując z listy Prawa i Sprawiedliwości. W 2006 został członkiem rady nadzorczej Wojewódzkiego Funduszu Ochrony Środowiska i Gospodarki Wodnej w Rzeszowie.
Mieszka w Dębicy.